# Shesmetet
| S · z | S17A | t · t |

| S · z | S17A | t · t |

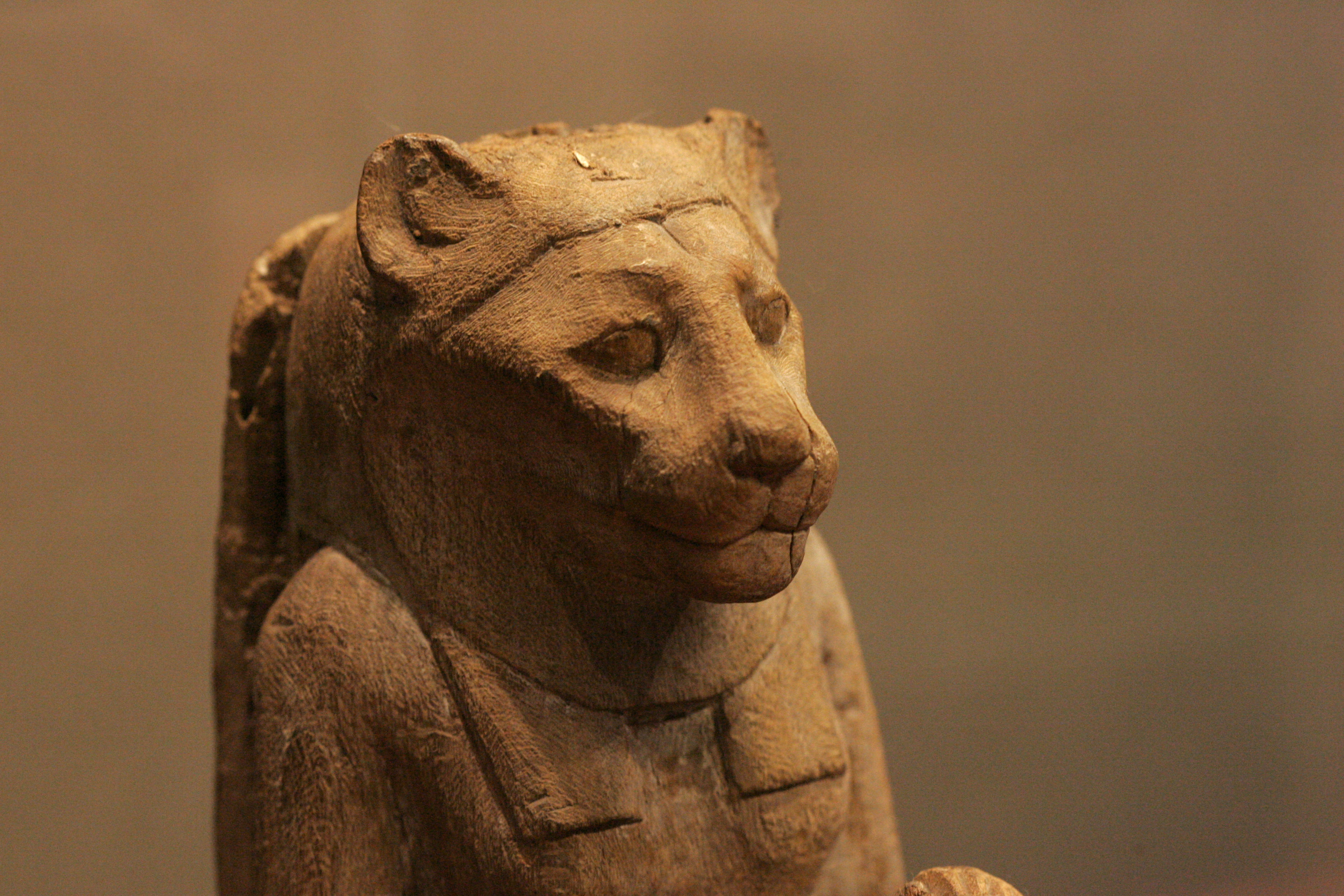
Estatuilla de madera de una diosa con cabeza de leona. Museo del Louvre, París.

Shesmetet (helenizada como Smithis) es una diosa del cielo del Antiguo Egipto. Se la representa como una leona o mujer con cabeza de leona, y se la asocia con un cinturón ritual llamado shesmet. Su nombre significa "La del shesmet".
El shesmet, que probablemente fuera en su origen una prenda que llevaban las jóvenes solteras, es un cordón o faja adornada con cuentas, caracoles o, incluso, cabecitas de Hathor. Aparece en las representaciones de los gobernantes del Reino Antiguo y el dios egipcio del cielo, Sopdu.

## Menciones
Shesmetet es mencionada en los Textos de las Pirámides. En las declaraciones 248 y 704, se afirma que el rey difunto “fue concebido por Sejmet, y Shesmetet fue quien dio a luz al rey”, esto es, se la consideraba madre del rey.
También se la menciona en diferentes hechizos de los Textos de los Ataúdes y el Libro de los muertos.

## Características
Es una deidad protectora que se la representa como una leona o mujer con cabeza de leona, por lo que, a veces, se la consideraba una forma de Sejmet o Bastet, pero uno de sus epítetos, "Señora de Punt", la diferencia de ellas y puede referirse a un posible origen africano, traída a Egipto a través de las relaciones comerciales. Es muy probable que fuera una deidad mucho más antigua y sus atributos fueran absorbidos por las diosas leoninas posteriores.
También estaría relacionado con la diosa Uadyet. Según un ritual templario, el cuerpo del dios Osiris habría sido custodiado por las cuatro diosas leonas, Sejmet, Bastet, Uadyet y Shesmetet. En el templo funerario del faraón Sahura (principios del siglo XXV a. C.), de la V dinastía, en Abusir, una inscripción menciona explícitamente:

Bastet, señora de Anjtaui; Sejmet; Shesmetet, la que hace que se revele su propio ba.